# Giuseppe Bongiovanni
Giuseppe Bongiovanni (Spinetta Marengo, 1886 – Torino, 29 agosto 1915) è stato un calciatore e arbitro di calcio italiano, di ruolo attaccante.

## Biografia
L'avvocato Giuseppe Bongiovanni era appassionato di ippica, ginnastica e podismo, ma lo sport che prediligeva era il calcio.
Viaggiò per alcuni anni in Africa restando assente dalla sua Genova.

Si arruolò volontario nel battaglione aviatori da ufficiale, grado che gli spettava avendo adempiuto agli obblighi di leva dopo essersi laureato.
Sottotenente del Genio Aeronautico di 29 anni, è deceduto all'inizio della prima guerra mondiale in un incidente di volo presso l'Aeroporto di Torino-Mirafiori il 29 agosto 1915 cadendo da circa 30 metri d'altezza il giorno in cui avrebbe dovuto dare l'esame di pilota per ottenere il patentino di volo.

## Carriera

### Calciatore
Fu calciatore dell'Andrea Doria tra il 1904 ed il 1909 esordendo in prima squadra a Venezia. Nella stagione d'esordio, nel 1904, con il suo club non superò le eliminatori lombardo-liguri. Nelle stagioni seguenti in forza ai biancoblu, nel 1905 e 1906, non superò le eliminatorie liguri contro il Genoa.
Ritornato a Genova da cui era rimasto a lungo assente, riprese a giocare nella squadra riserve nel 1914.

### Arbitro di calcio
Bongiovanni fu arbitro nella massima serie calcistica italiana nella stagione 1914-1915.